# Claude d'Abbeville

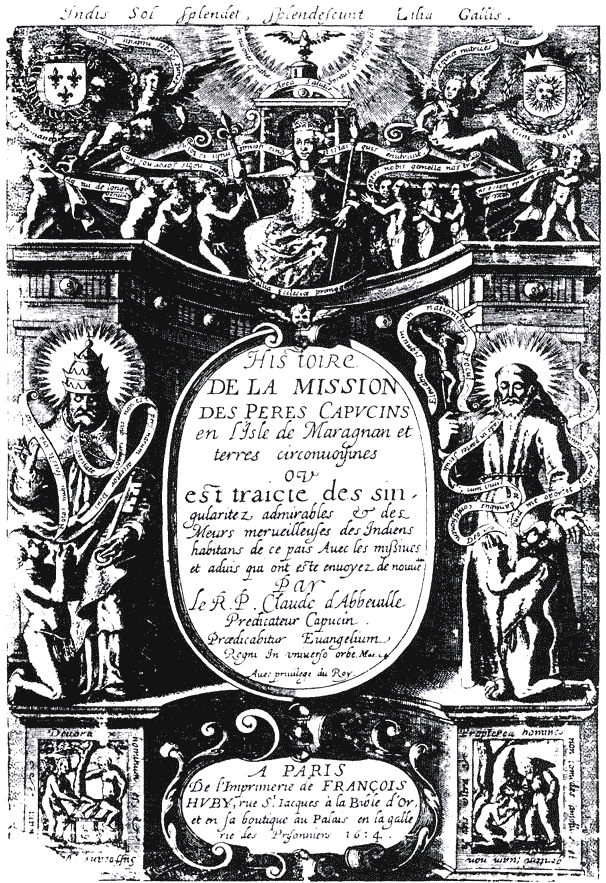
Page frontispice de lHistoire de la mission des pères capucins (1614)

Claude d'Abbeville, né à Abbeville, est un missionnaire capucin qui a participé à la tentative de colonisation française de la France équinoxiale au Brésil (Saint Louis de Maragnan), en 1612. Il publie, à son retour, en 1614, Histoire de la mission des pères Capucins en l'Isle de Maragnan et terres circonvoisines qui relate l'échec colonial à Maragnan.

## Biographie
Claude d'Abbeville est né à Abbeville en Picardie. Devenu missionnaire capucin , il a participé à la tentative de colonisation française de la France équinoxiale au Brésil (Saint Louis de Maragnan), en 1612. Sur place, lui et un autre des Capucins, Arsène de Paris, envoient des lettres apologétiques à leurs Supérieurs, parents et amis. Son retour en France s'effectue ensuite accompagné‚ du Sieur de Rasilly et de six ambassadeurs Tupinambas, reçus au Louvre par le Roi Louis XIII et la Régente, puis réquisitionnés pour des cérémonies spectaculaires à Paris, dont leur baptême solennel, afin de trouver nouveaux commanditaires et à préparer une  possible immigration vers la colonie brésilienne.
Deux ans après l'expédition, il publie Histoire de la mission des pères Capucins en l'Isle de Maragnan et terres circonvoisines qui relate l'échec colonial à Maragnan.
Un an plus tard, en 1615, un autre capucin, Yves d'Evreux, obtient le privilège du Roi pour la publication d'un second récit sur la mission française.
Lors d’un voyage en 1609 précédant la fondation de la colonie française du Maranhao, Daniel de La Touche amena des tribus Potiguaras « perdues dans la forêt lors d’une migration religieuse », trouvées près de la « riviere de Toury à 600 lieues de Recife,, probablement le Río Turiaçu au nord du Maranhão, où les premiers Tupinambas venaient
d’arriver du Ceará.

## Œuvre
- Histoire de la mission des pères Capucins en l'isle de Maragnan et terres circonvoisines, Paris, F. Huby, 1614[6],[7]